# Tobias Strobl (Fußballspieler)
Tobias Strobl (* 12. Mai 1990 in München-Pasing) ist ein ehemaliger deutscher Fußballspieler. Der Defensivspieler spielte zuletzt beim FC Augsburg.

## Karriere
Strobl begann seine Karriere im Alter von sechs Jahren beim SV Aubing. Im Sommer 2000 wechselte der Schüler der Hauptschule Taufkirchen zum TSV 1860 München. Neben dem Talent als Fußballer entwickelte er auch eine Leidenschaft zum Golfsport; als 15-Jähriger war er bayrischer Meister in seiner Altersklasse. Er fokussierte sich jedoch fortan auf den Fußball. Nachdem er die Jugendmannschaften des TSV 1860 München durchlaufen hatte, rückte er 2009 in den Kader der U23 in der Regionalliga Süd auf. Seinen ersten Einsatz für die Zweitvertretung der Münchner hatte Strobl am 23. Mai 2009 im Spiel beim KSV Hessen Kassel. Seit Anfang November 2009 trainierte er unregelmäßig auch mit der ersten Mannschaft des TSV 1860. Dort kam er jedoch noch nicht zum Einsatz. Im Sommer 2010 sollte Strobl für ein Jahr an den Drittligisten SpVgg Unterhaching verliehen werden, deren Sportdirektor Francisco Copado sagte jedoch kurz vor Vertragsunterzeichnung ab. Bis Sommer 2011 bestritt er insgesamt 59 Spiele für die kleinen Löwen und schoss ein Tor.
Nach dem Ende seiner Vertragslaufzeit wechselte er im Sommer 2011 zur TSG Hoffenheim, bei der er Stammspieler in der zweiten Mannschaft wurde; in 20 Spielen erzielte er zwei Tore. Am 11. Februar 2012 gab Strobl beim 1:1 im Spiel gegen Werder Bremen sein Debüt in der Fußball-Bundesliga, als er in der 83. Minute für Sebastian Rudy eingewechselt wurde. In der Sommerpause 2012 verlängerte er seinen auslaufenden Vertrag bis 2014.
Zur Saison 2012/13 verpflichtete der 1. FC Köln Strobl auf Leihbasis ohne Kaufoption. In der Begegnung zwischen Köln und Energie Cottbus absolvierte er am 31. August 2012 sein Zweitligadebüt. Sein erstes Tor in der 2. Bundesliga für die Rheinländer erzielte er am 7. Spieltag im Spiel gegen den FSV Frankfurt mit dem Treffer zum 1:0; das Spiel gewann der 1. FC Köln mit 2:1. Nach seiner Rückkehr zu 1899 Hoffenheim erzielte Strobl sein erstes Bundesliga-Tor im Spiel gegen den SC Freiburg am dritten Spieltag. Sein Startelf-Debüt absolvierte er am vierten Spieltag der laufenden Saison, sein Team verlor gegen den VfB Stuttgart mit 2:6.
Im Sommer 2016 wechselte Strobl zu Borussia Mönchengladbach. Bei der Borussia konnte sich Strobl einen Stammplatz im defensiven Mittelfeld erarbeiten und wurde auch vereinzelt in der Innenverteidigung eingesetzt. Er spielte mit dem Verein in der Champions League, schied dort in der Gruppenphase aus und kam dann bis ins Achtelfinale der Europa League, wo man dem Ligakonkurrenten Schalke 04 unterlag. Im nationalen Pokal war erst im Halbfinale Schluss, in der Bundesliga wurde man Neunter und verpasste die erneute Qualifikation für den Europapokal. Strobl war in 37 Pflichtspielen auf dem Feld gestanden und hatte zwei Tore vorbereitet. Aufgrund eines Meniskusrisses konnte der Defensivspieler in der Folgesaison erst ab Ende April 2018 wieder für Gladbach aktiv werden und kam auf vier Ligaspiele. Im Sommer 2018 erkämpfte sich der Münchner wieder seinen Platz im Mittelfeld und verpasste lediglich sechs Saisonspiele. Mit den Fohlen wurde er Tabellenfünfter und qualifizierte sich für die Gruppenphase der Europa League. Mönchengladbach schied dort als Gruppendritter aus, Strobl wurde nur im Rückspiel gegen den Wolfsberger AC – als Innenverteidiger – eingesetzt. In der Bundesliga konnte er hingegen bis November 2019 nicht spielen, da er sich erneut eine Knieverletzung zugezogen hatte. Ein Muskelfaserriss sorgte nach neun Bundesligapartien im Mai 2020 schließlich für das vorzeitige Saisonaus Strobls.
Ende Juni 2020 verpflichtete der Ligakonkurrent FC Augsburg Strobl, der einen Dreijahresvertrag unterzeichnete, zur Spielzeit 2020/21. In der ersten Saison war Strobl Stammspieler bei den Fuggerstädtern. Im zweiten Jahr setzte ihn zunächst eine Sprunggelenksverletzung außer Gefecht, ehe er sich im November 2021 in Wolfsburg einen Kreuzbandriss zuzog. Es sollte gleichzeitig das letzte Profispiel von Strobl gewesen sein, denn er erholte sich nicht mehr von seiner Verletzung.
Am 19. Mai 2023 gab Strobl sein Karriereende zum Ende der Spielzeit 2022/23 bekannt.